# Azzurro/Una carezza in un pugno (album)
Azzurro/Una carezza in un pugno è il settimo album in studio di Adriano Celentano pubblicato nel 1968 dall'etichetta discografica Clan Celentano.

## Storia
Ha la particolarità di avere doppio titolo: sul lato A Azzurro, sull'altro Una carezza in un pugno, ovvero le due canzoni più note dell'album, pubblicate in quel periodo entrambe sull'omonimo 45 giri. 
Sul vinile originale, le due canzoni sono contenute ciascuna rispettivamente sull'altro lato del disco rispetto alla copertina che ne riporta il titolo.
Nella seconda ristampa su CD del 1995 (Clan Celentano SP 60792) è stata aggiunta come bonus track la canzone L'angelo custode, lato B del singolo Bambini miei del 1964.
Le rimasterizzazioni su CD sono del 1991 (9031 74436-2), con tecnica analogica, e 2011 (CLN 2095), con tecnica digitale.
Nella discografia pubblicata sul sito ufficiale per un errore risulta pubblicato nel 1969, mentre l'album successivo Adriano rock nel 1968, ma da varie fonti bibliografiche (es.: i numeri del 1968 di Musica e dischi) si deduce invece che Adriano rock, stampato a novembre del 1968, è successivo a questo album, edito a maggio dello stesso anno. Sia nella ristampa in CD del 1991, sia in quella del 1995 (in quarta di copertina), compare erroneamente 1971 come anno di pubblicazione originale (invece di 1968).

## Copertina
Come già accaduto per l'album precedente, anche questa volta la copertina è la stessa del singolo (a parte la grandezza dei caratteri utilizzati per i titoli) e raffigura Celentano seduto su una vecchia automobile.

## I brani
- Canzone
Tra i migliori e più celebri pezzi scritti e composti da Don Backy, fu presentata al Festival di Sanremo 1968 da Celentano in abbinamento con Milva. Nonostante il tentativo di sabotaggio operato da Adriano (che la canta con tono distratto e svagato, stonando volutamente e fingendo di dimenticarsi le parole) per vendicarsi del 'tradimento' dell'amico, raggiunge la terza posizione sul podio, soprattutto grazie all'interpretazione di Milva nelle altre serate della manifestazione.
- Eravamo in 100.000
Brano ironico, normalmente il genere meglio interpretato da Celentano. In contrapposizione ai meno riusciti Torno sui miei passi e Tre passi avanti, in cui ritorna il tono predicatorio.
- Più forte che puoi
Unico pezzo del disco cantato solo da Claudia Mori.
- Un bimbo sul leone
Composta da Santercole e Nando de Luca, arrangiata da Detto Mariano, è l'ultima collaborazione di Celentano con quest'ultimo, che, a causa delle vicende legate a Don Backy, verrà allontanato dal Clan (solo 5 anni dopo Celentano si riappacificherà con lui).
- Buonasera signorina
Cover di Buona sera, successo di Louis Prima del 1950 con testo originale di Carl Sigman.
Nuova versione del pezzo già inciso da Celentano su singolo nel 1958,[4] è uno dei due inediti dell'album, insieme a La lotta dell'amore, entrambe mai pubblicate su 45 giri.
- La coppia più bella del mondo
Già pubblicato su 45 giri nel 1967, è cantato da Celentano con la moglie Claudia Mori (come anche 30 donne del West). Il testo di Beretta e Del Prete elogia il matrimonio e la vita di coppia con gli ormai consueti toni predicatori (che si attirano accuse di antidivorzismo), mentre la musica di Paolo Conte partendo da un'introduzione lenta diventa una sorta di valzer da balera.

## Tracce
L'anno indicato è quello di pubblicazione del singolo, le durate si riferiscono ai CD.
Lato A
1. Una carezza in un pugno – 2:56 (testo: Luciano Beretta, Miki Del Prete – musica: Gino Santercole, Nando de Luca) – 1968
2. Adriano Celentano e Claudia Mori – 30 donne del West – 3:20 (testo: Luciano Beretta, Miki Del Prete – musica: Adriano Celentano, Mariano Detto) – 1967
3. Canzone – 2:40 (testo: Don Backy – musica: Don Backy, Mariano Detto) – 1968
4. Eravamo in 100.000 – 2:26 (testo: Luciano Beretta, Miki Del Prete – musica: Adriano Celentano, Mariano Detto) – 1967
5. Torno sui miei passi – 3:12 (testo: Luciano Beretta, Miki Del Prete – musica: Mariano Detto) – 1967
6. La lotta dell'amore – 2:21 (testo: Luciano Beretta, Miki Del Prete – musica: Gino Santercole, Mariano Detto) – inedito

Lato B
1. Azzurro – 3:40 (testo: Vito Pallavicini – musica: Paolo Conte, Michele Virano[5]) – 1968
2. Claudia Mori – Più forte che puoi – 2:48 (testo: Luciano Beretta, Miki Del Prete – musica: Ico Cerutti, Mariano Detto) – 1967
3. Tre passi avanti – 3:51 (testo: Luciano Beretta, Miki Del Prete – musica: Adriano Celentano, Mariano Detto) – 1967
4. Un bimbo sul leone – 3:35 (testo: Luciano Beretta, Miki Del Prete – musica: Gino Santercole, Nando de Luca) – 1968
5. Buonasera signorina (Buona Sera) – 3:16 (testo: Carl Sigman – musica: Peter De Rose) – inedito
6. Adriano Celentano e Claudia Mori – La coppia più bella del mondo – 3:00 (testo: Luciano Beretta, Miki Del Prete – musica: Paolo Conte, Michele Virano[6]) – 1967

Bonus track, 1995 - CD (SP 60792)
1. L'angelo custode – 2:04 (testo: Piero Vivarelli – musica: Adriano Celentano) – 1964

Durata totale: 39:09

## Formazione
- Adriano Celentano - voce

con
- I Ragazzi della Via Gluck - tutti gli strumenti in A4, A5, B3, B6
- I Ribelli - tutti gli strumenti in 13

### Altri musicisti
- Nando de Luca - arrangiamenti, orchestra e direzione d'orchestra in A1 e B1
- Iller Pattacini - arrangiamento in A3, orchestra e direzione d'orchestra A3, B4, B5
- Detto Mariano - arrangiamenti in tutti gli altri brani (anche 13), orchestra e direzione d'orchestra in A2, A6, B2